# VJing
El Vjing és una pràctica audiovisual en temps real hereva del videoart que consisteix en llançar vídeos amb sortida a un projector i punxar-los, modificar-los, i barrejar-los, a mode del que fa un dj amb la música, però amb vídeos. L'artista que practicada l'activitat es denomina vj (per analogia amb els dj). planteja "una cerca constant de la renovació i l'experimentació al pla de l'estètica, manté el mateix significat i expressivitat que el fotomuntatge o el collage, incloent la mateixa funció a la seva versió contemporània. Son readaptades a l'interfaç de l'ordinador i reprenen la seva força expressiva i significat en forma d'eines i programari digital. El seu caràcter "en viu" prové dels happenings i performances (en català acció artística) de la dècada de 1960, i beu del cinema i de les avantguardes que giren en torn a la imatge.
| « | Un vj dispara vídeos en temps real, els modifica i retoca amb un programari específic. De vegades, depenent quina és la finalitat última de la projecció, els vjs poden inserir diferents elements a l'escena projectada: dibuixar a una taula de llum, projectar diapositives, intervenir directament la paret, fusionar projeccions simultànies, utilitzar càmeres web o controladores defectes i imatges, etc. Però l'aspecte més important de la producció d'un vj es, sense cap tipus de dubte, el caràcter performatiu de les actuacions. Cadascuna és diferent, depèn de múltiples factors; com per exemple la música que es posarà al local, per tal que les imatges vagin en sintonia. El caràcter improvisat i viu de cada set converteix l'esdeveniment en un acte atractiu i únic cada vegada | » |
| — Laura Sebastián Magaña, Medios audiovisuales y prácticas performativas en el arte contemporáneo. Contexto y crítica al fenómeno del Vjing | |   |